# Agreste serbe
Hipparchia delattini
Espèce
L’Agreste serbe (Hipparchia delattini) est une espèce de lépidoptères de la sous-famille des Satyrinae (famille des Nymphalidae).

## Dénomination
Il a été nommé Hipparchia delattini en 1975 par l'entomologiste et lépidoptériste tchèque Otakar Kudrna (d) (1939-2021).
L'épithète spécifique delattini est considérée par certains taxonomistes comme invalide et fait place à volgensis.

## Écologie et distribution
Il est présent au Kosovo, en Bosnie-Herzégovine et dans le nord-ouest de la Grèce.

### Biotope
Il réside dans les zones arides.